# حاتم بن عرفة
حاتم بن عرفة (بالفرنسية: Hatem Ben Arfa)‏ (مواليد 7 مارس 1987) لاعب كرة قدم فرنسي ذو أصول تونسية يلعب لنادي ليل الفرنسي في مركز لاعب الوسط المهاجم أو الجناح.
وكان قد لعب قبل ذلك في عدّة أندية فرنسية وإنجليزية، بدءا من أولمبيك ليون، ثم أولمبيك مارسيليا، بعدها رحل لإنجلترا في نادي نيوكاسل يونايتد أولاً على سبيل الإعارة، ثم انتقال كامل في عام 2011، وأمضى هناك خمس سنوات تخللتها إعارة لنادي هال سيتي عام 2014، وبعدها عاد لموطنه فرنسا من بوابة نادي نيس الذي لعب له موسماً واحداً كان موسم 2015/2016، وقد لعب المنتخب الفرنسي في فترات متقطّعة، ويجيد اللعب في مركز الجناح الأيسر.

## المسيرة الرياضية مع الأندية

### ليون
خريج أكاديمية نادي ليون للناشئين انضم إلى صفوف الفريق الأول في موسم 2004/2005 وشارك في أول مباراة رسمية له في بطولة الدوري في مواجهة نادي نيس في افتتاح ذلك الموسم بينما سجل هدفه الأول في موسم 2006/2007 في مرمى نادي سيدان قبل نهاية الشوط الأول مانحا الفوز لفريقه بنتيجة 1/0 . أصبح لاعبا أساسيا في مركز المهاجم المتأخر ولكن المدرب ألان بيران قرر تحويله إلى مركز الجناح الأيسر .

### مرسيليا
في 28 يونيو 2008 أكد نادي ليون بأنه استلم عرض رسمي من نادي مرسيليا للتعاقد مع بن عرفة ولكنه اضطر لرفضه . بعدها صرح بن عرفة إلى صحيفة بروفينس الفرنسية في 29 يونيو رغبته في الانتقال إلى نادي مرسيليا وعدم العودة إلى نادي ليون اعتبارا من 30 يونيو . ذكرت صحيفة بروفينس بأن بن عرفة نفذ تهديده بعدم الحضور إلى التدريبات ونتيجة لذلك اضطر مسئولو نادي ليون إلى الموافقة على اتمام الصفقة بقيمة 20 مليون يورو بعد تدخل الاتحاد الفرنسي لكرة القدم . بسبب الخلافات التي حصلت أثناء اتمام الصفقة قال بن عرفة لصحيفة بروجريس بأن مسئولي نادي ليون يفتقرون إلى السلوك الحسن ونادي ليون ليس نادي كبير . سجل بن عرفة أول هدف لصالح فريق مرسيليا في مرمى نادي رين في المباراة التي انتهت بالتعادل الإيجابي 4/4 .إنضم بن عرفة لنادي باريس سان جيرمان يوم 01 جويلية 2016

## المسيرة الرياضية مع المنتخبات
استطاع بن عرفة تسجيل 16 هدف في 22 مباراة مع منتخب فرنسا للناشئين تحت 17 سنة قبل بدء بطولة كأس الأمم الأوروبية للناشئين تحت 17 سنة التي استضافتها فرنسا واستطاع بن عرفة مع نجوم جيله أمثال جيريمي مينيز، كريم بن زيما ، وسمير ناصري تحقيق 5 انتصارات متتالية ليتوجوا بلقب البطولة . يذكر أن بن عرفة سجل 3 أهداف في هذه البطولة في مرمى منتخبات أيرلندا الشمالية، تركيا، والبرتغال .
عرض الجامعة التونسية لكرة القدم على بن عرفة الانضمام إلى صفوف منتخب تونس الذي كان سيشارك في نهائيات بطولة كأس العالم 2006 الذي أقيم في ألمانيا ولكنه رفض العرض مفضلا محاولة المشاركة مع منتخب فرنسا . على الرغم من أن بن عرفة كان قانونيا يصلح للمشاركة في بطولة كأس الأمم الأوروبية للشباب تحت 21 سنة 2009 إلا أنه شارك في مباراة واحدة فقط أمام منتخب رومانيا وانتهت بالتعادل الإيجابي 1/1 .
قرر مدرب منتخب فرنسا ريموند دومينيك استدعاء بن عرفة للانضمام إلى صفوف المنتخب في 10 أكتوبر 2007 أمام منتخبي جزر فارو وليتوانيا ضمن تصفيات يورو 2008 . ويعود السبب إلى إصابة لويس ساها في ذلك الوقت . في الدقيقة 64 شارك بن عرفة بديلا عن فرانك ريبيري في 13 أكتوبر في مواجهة منتخب جزر فارو وسجل الهدف الأخير لتنتهي المباراة بفوز منتخب فرنسا 6/0 . على الرغم من ذلك فقد استبعد دومينيك بن عرفة من المشاركة في يورو 2008 .

## روابط خارجية
- حاتم بن عرفة على موقع الاتحاد الدولي (مؤرشف)  (الإنجليزية)
- حاتم بن عرفة على موقع الاتحاد الأوربي (الإنجليزية)
- حاتم بن عرفة على موقع رابطة كرة القدم الفرنسية للمحترفين (الإنجليزية)
- حاتم بن عرفة على موقع إي إس بي إن إف سي (الإنجليزية)
- حاتم بن عرفة على موقع قاعدة بيانات كرة القدم.إي يو (الإنجليزية)
- حاتم بن عرفة على موقع ليكيب (الفرنسية)
- حاتم بن عرفة على موقع ناشيونال فوتبول تيمز (الإنجليزية)
- حاتم بن عرفة على موقع Soccerbase.com (لاعب) (الإنجليزية)
- حاتم بن عرفة على موقع Soccerway.com (الإنجليزية)
- حاتم بن عرفة على موقع عالم كرة القدم.نت (الإنجليزية)